# Badres
Badres (en grec antic Βάδρης), o potser Bares (Βάρης) fou un persa a qui el sàtrapa Ariandes governador d'Egipte sota Cambises II de Pèrsia, va nomenar comandant de les forces navals que enviava contra la ciutat de Barca l'any 512 aC, per ajudar Feretime, la mare del rei de Cirene Arcesilau III que uns exiliats havien assassinat.
Badres va ocupar la ciutat de Barca amb un estratagema que comportava traïció, i va intentar infructuosament ocupar Cirene. Però el general Amasis, cap de les forces de terra, s'hi va oposar i el va fer retornar a Egipte. En el trajecte de tornada va rebre nombrosos atacs per part dels libis, segons diu Heròdot. Probablement és el mateix Badres que segons Heròdot va dirigir un cos de l'exèrcit durant la invasió de Grècia per Xerxes I de Pèrsia l'any 480 aC.